# Округ Накодочес (Тексас)
Округ Накодочес (енгл. Nacogdoches County) је округ у америчкој савезној држави Тексас. По попису из 2010. године број становника је 64.524.

## Демографија
Према попису становништва из 2010. у округу је живело 64.524 становника, што је 5.321 (9,0%) становника више него 2000. године.
| Група             | 2000.          | 2010.          |
| Белци             | 41.620 (70,3%) | 39.699 (61,5%) |
| Афроамериканци    | 9.908 (16,7%)  | 11.731 (18,2%) |
| Азијати           | 412 (0,7%)     | 797 (1,2%)     |
| Хиспаноамериканци | 6.660 (11,2%)  | 11.356 (17,6%) |
| Укупно            | 59.203         | 64.524         |